# NGC 680

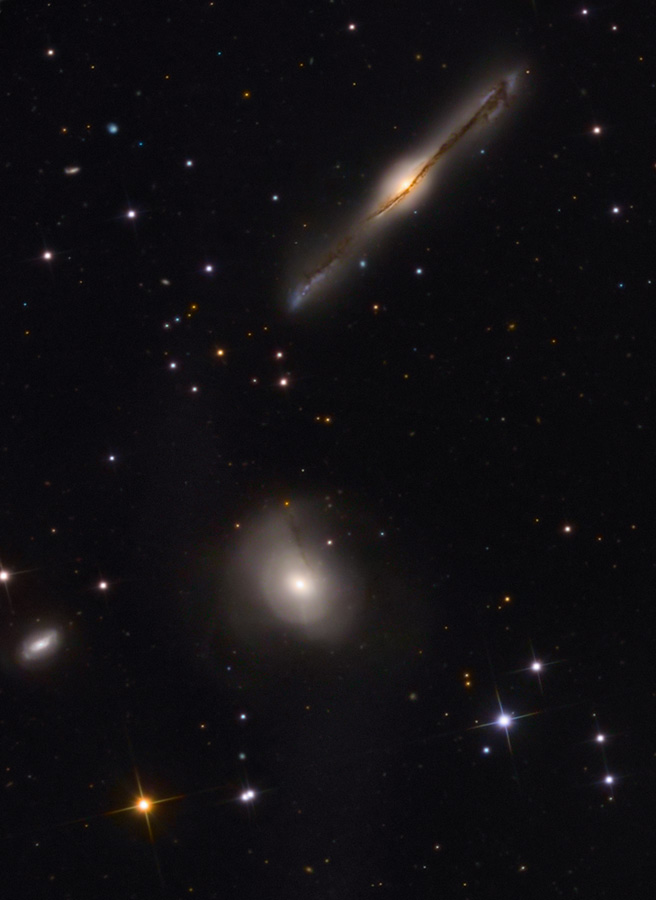
NGC 678 est en haut de cette image (le nord est à gauche). La galaxie au bas est NGC 680. (Adam Block/Mount Lemmon SkyCenter/University of Arizona)

NGC 680 est une galaxie elliptique située dans la constellation du Bélier. NGC 680 a été découverte par l'astronome germano-britannique William Herschel en 1784.

## Caractéristiques
Sa vitesse par rapport au fond diffus cosmologique est de 2 647 ± 20 km/s, ce qui correspond à une distance de Hubble de 39,1 ± 2,8 Mpc (∼128 millions d'al)
À ce jour, neuf mesures non basées sur le décalage vers le rouge (redshift) donnent une distance de 38,122 ± 7,899 Mpc (∼124 millions d'al), ce qui est à l'intérieur des valeurs de la distance de Hubble.
NGC 680 présente une large raie HI.

## Groupe de NGC 691

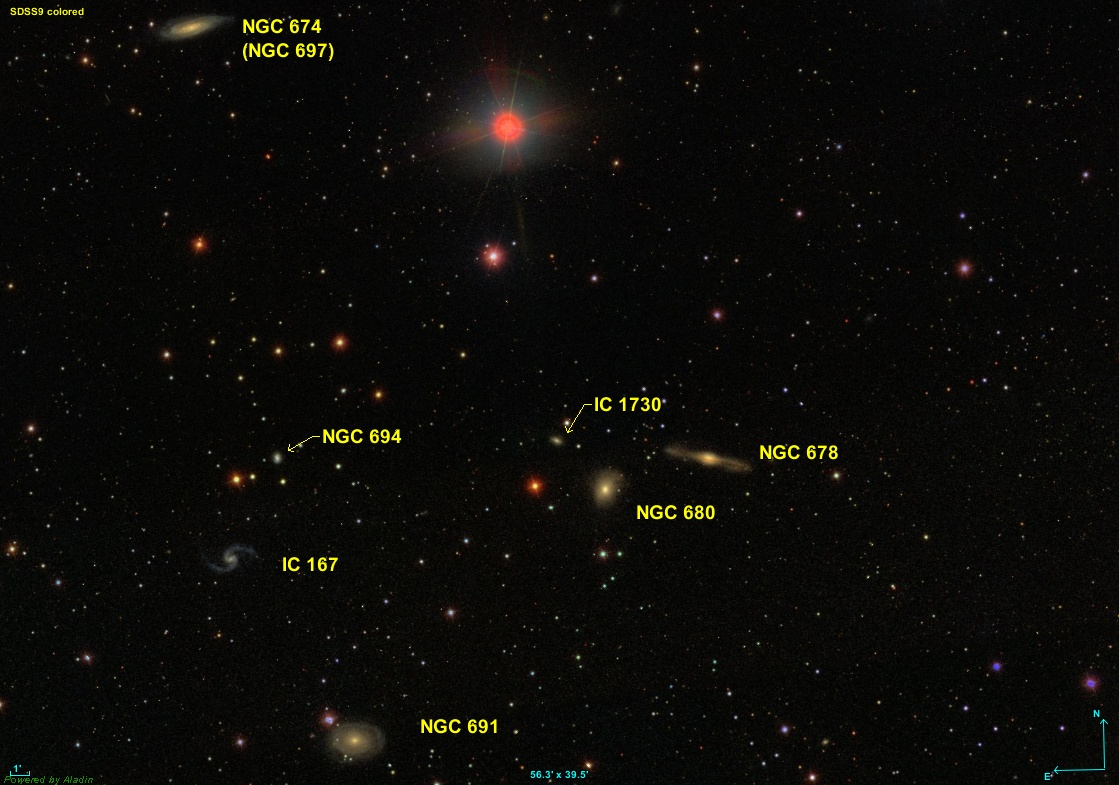
Le groupe de NGC 691 par SDSS.

NGC 680 fait partie du  groupe de NGC 691 qui comprend au moins 10 galaxies et peut-être une onzième. Sept galaxies de ce groupe inscrites dans l'article d'Abraham Mahtessian paru en 1998 sont IC 163, NGC 678, NGC 680, NGC 691, NGC 694, IC 167 et NGC 697 (=NGC 674). À ces sept galaxies, s'ajoutent 3 autres petites galaxies inscrites dans la l'article d'A.M. Garcia paru en 1993 : UGC 1287, UGC 1294 et UGC 1490. La galaxie IC 1730 pourrait s'ajouter à ce groupe, car elle est dans la même région du ciel et à une distance comparable. La galaxie la plus brillante du groupe est NGC 691 et la plus grosse est NGC 678.